# Silly Ho
Silly Ho är en sång inspelad av den amerikanska R&B-gruppen TLC. Sången skrevs och producerades av Dallas Austin och gavs ut som en promosingel innan releasen av gruppens tredje studioalbum FanMail. Utan någon kommersiell utgivning klättrade singeln ändå till en 74:e placering på USA:s R&B-lista samt en 69:e placering på Billboard Hot 100. Någon musikvideo spelades aldrig in. 
Låten kom senare att inkluderas på TLC:s samlingsalbum Now and Forever: The Hits.

## Format och innehållsförteckning
US CD-Promo

(Släppt: December, 1998)
1. "Silly Ho" (Album Version) - 4:15
2. "Silly Ho" (Instrumental) - 4:15

US 12" Vinyl Promo

(LFDP-4368; Släppt: 1998)
A-sida
1. "Silly Ho" (Clean Version) - 4:16
2. "Silly Ho" (Album Version) - 4:16

B-sida
1. "Silly Ho" (Instrumental) - 4:16
2. "Silly Ho" (Acapella) - 4:16